# Saló de la Fama de la FIBA

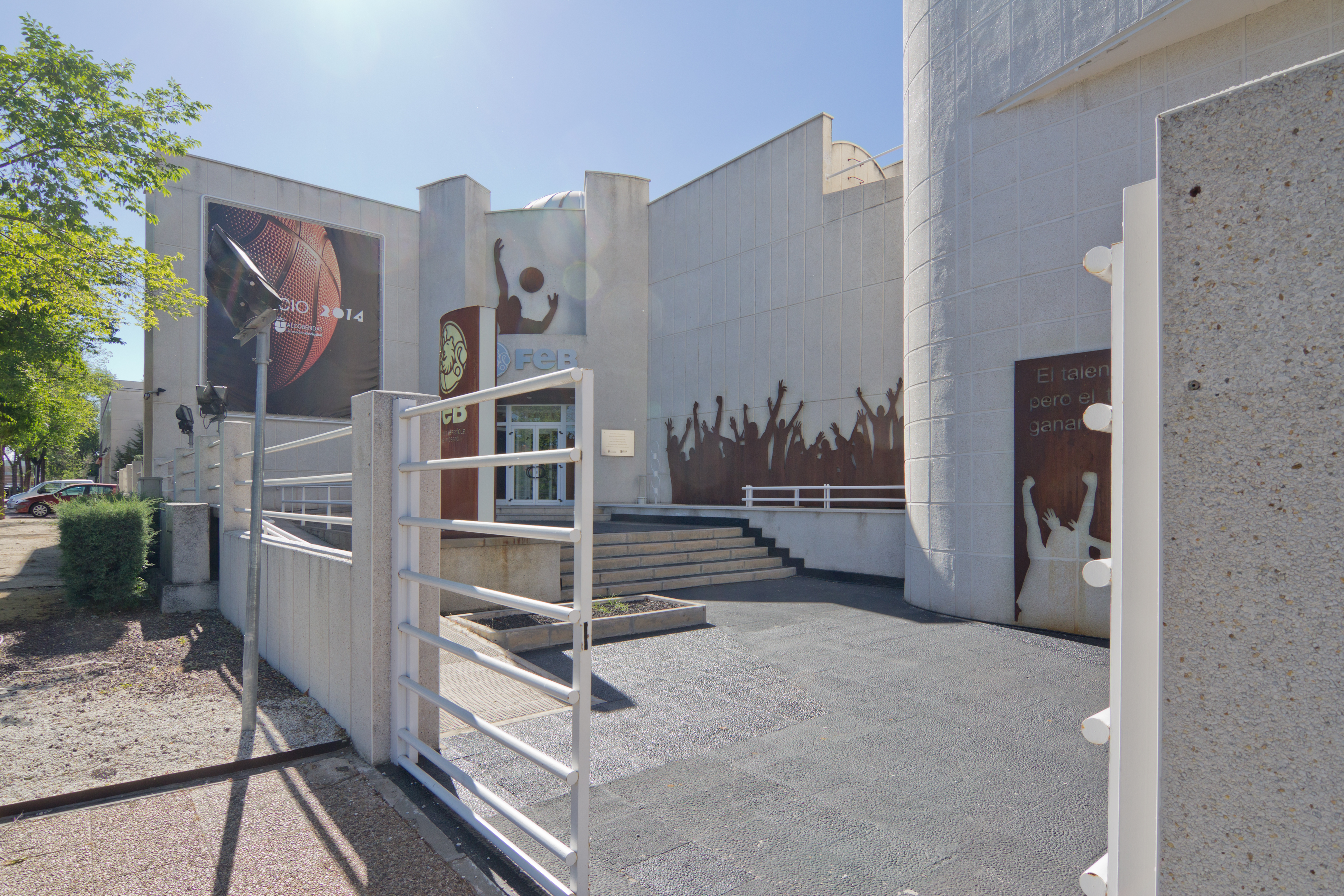
Saló de la Fama de la FIBA

El FIBA Hall of Fame o Saló de la Fama de la FIBA és un guardó que atorga la Federació Internacional de Basquetbol i que reconeix i premia als qui han col·laborat per tal que el bàsquet hagi augmentat en popularitat.
El FIBA Hall of Fame es va inaugurar l'1 de març de 2007 i la seva seu se situà a Alcobendas, Madrid.